# Martín Prado
Martin Manuel Prado (Maracay, Venezuela, 27 de octubre de 1983) es un beisbolista profesional venezolano que pertenece a la organización Miami Marlins de las Grandes Ligas. En la Liga Venezolana de Béisbol Profesional juega para el equipo Tigres de Aragua.

## Inicios en el béisbol
Creció en La Candelaria, Maracay, donde desde muy pequeño destacó en el béisbol jugando con el equipo Barrigoncitos de La Candelaria, en donde participó en varios campeonatos nacionales en diferentes categorías, con el equipo de Barrigoncitos. Prado jugó desde la categoría preparatoria hasta infantil, donde destacaba como un lanzador de bolas rápidas. En la categoría pre-junior Prado decidió cambiar de aires y pasó al equipo de Los Diables de Las Delicias, en donde comenzaba ya a destacar en la segunda almohadilla. En el año 1999 participó en los Juegos Juveniles Aragua 99 con la selección anfitriona, y en dicho torneo obtuvo la medalla de Oro. Para el año 2001 consigue un contrato de ligas menores con los Bravos de Atlanta.

## Carrera profesional
Debutó en la MLB el 23 de abril de 2006 contra los Washington Nationals jugando a la defensiva en la segunda base, donde conectó un triple y anotó una carrera en dos turnos oficiales en el triunfo de su equipo por 3-1.
En 2009  su promedio de bateo fue .307 con 11 jonrones y 49 carreras impulsadas. En 2010, fue convocado al line-up de la Liga Nacional en el Juego de las Estrellas y quedó en noveno lugar en las votaciones para escoger al jugador más valioso de la liga ese año.
El 31 de julio de 2014 Prado fue cambiado de los Diamondbacks a los New York Yankees, llegando de esta manera a su tercer equipo en la gran carpa.
El 19 de diciembre de 2014, Prado y David Phelps fueron transferidos a los Miami Marlins a cambio de Nathan Eovaldi, Garrett Jones y Domingo Germán.